# Ioannis Kolettis
Ioannis Kolettis (en griego: Ιωάννης Κωλέττης; 1774-1847) fue un ministro griego, héroe de la guerra de independencia griega y primer ministro del Reino de Grecia (del 12 de junio de 1834 al 1 de junio de 1835 y del 14 de agosto de 1844 al 17 de septiembre de 1847).

## Biografía
De origen valaco, habría nacido en Syrrakos, en Pindo (montañas del Épiro en el noroeste de Grecia). Estudió medicina en Pisa, donde se unió a los Carbonarios. Se convirtió en el médico personal de Mouktar Pachá, hijo de Alí Pachá, bajá de Ioánina.
Fue iniciado en la Hetaireia en 1819 y se convirtió en uno de los héroes de la guerra de independencia griega. Formaba parte de los profranceses. Posteriormente fue elegido en dos ocasiones primer ministro griego.
Kolettis murió el año 1847 tras un ataque cerebral, después de varios meses de agonía.
| Predecesor: Alexandros Mavrokordatos Otón I de Grecia (antes Ignaz von Rundhart) Alexandros Mavrokordatos | Primer ministro de Grecia 1834 - 1835 1841 1844-1847 | Sucesor: Conde Josef Ludwig von Armansperg Otón I de Grecia (después Andreas Metaxas) Kitsos Tzavelas |

- Datos: Q717119
- Multimedia: Ioannis Kolettis / Q717119